# André Ima
Pour les articles homonymes, voir IMA.
André Ima, né le 7 octobre 1913 à Bochum (Allemagne) et mort le 5 janvier 1969 à la Moyeuvre-Grande (Moselle) , est un résistant né allemand engagé dans la 13e demi-brigade de Légion étrangère et les forces françaises libres.

## Biographie
André Ima, fils d'ouvrier, né le 7 octobre 1913 à Bochum (Allemagne). Alors qu'il est boucher-charcutier, il s'engage volontairement dès septembre 1939 dans la Légion étrangère.
Il prend part à la campagne de Norvège avec le corps expéditionnaire de Scandinavie sous les ordres du général Antoine Béthouart. De retour en France, lui et le corps expéditionnaires sont évacués le 17 juin 1940 de la Bretagne vers l'Angleterre, dans le cadre de l'opération Ariel.
André Ima s'engage alors dans les forces françaises libres dès le 1er juillet 1940. C'est à partir de ce moment qu'il est affecté dans la 13e demi-brigade de Légion étrangère, il prendra part aux principales batailles et campagnes avec ce régiment.
Il prend ensuite part à la Bataille de Dakar en septembre 1940 et combat ensuite lors de la campagne du Gabon en novembre. Il est ensuite envoyé avec son unité dans la campagne d'Érythrée, participant à la bataille de Keren et de Massaoua face à l'Italie de mars à mai 1941.
Rapatrié en Palestine mandataire, il prend part à la campagne de Syrie en juin 1941. Il est promu  1e classe en juillet et Caporal en septembre.
En octobre 1942, il combat lors de la seconde bataille d'El-Alamein en Égypte et il se distingue lors de la campagne de Tunisie, notamment le 11 mai 1943 à Djebel Garci où il fait de nombreux prisonniers avec son groupe. Il est ensuite promu Sergent le 25 mai 1943.
Il débarque en Italie en avril 1944 avec la 1re division française libre, il reçoit une seconde citation pour avoir évacué un camarade blessé sous un violemment bombardement le 17 juin 1944 à Radicofani, où il est lui-même blessé ce jour-là.
Il débarque en Provence en août 1944 et prend part à toutes les opérations avec la 1re division française libre jusqu'à la fin des hostilités.
André Ima, sergent-chef, est démobilisé en juillet 1945 et s'installe à Moyeuvre-Grande, où il devient entrepreneur dans l'aggloméré et cafetier.
Il décède le 5 janvier 1969 à Moyeuvre-Grande, où il est inhumé.

## Distinctions
- Chevalier de la Légion d'honneur
- Compagnon de la Libération par décret du 29 décembre 1944[1]
- Croix de guerre 1939-1945 (2 citations)
- Médaille coloniale avec agrafes « Erythrée » et  « Libye »
- Croix du combattant 1939-1945
- Croix du combattant volontaire de la Résistance